# 주구 (베냉)

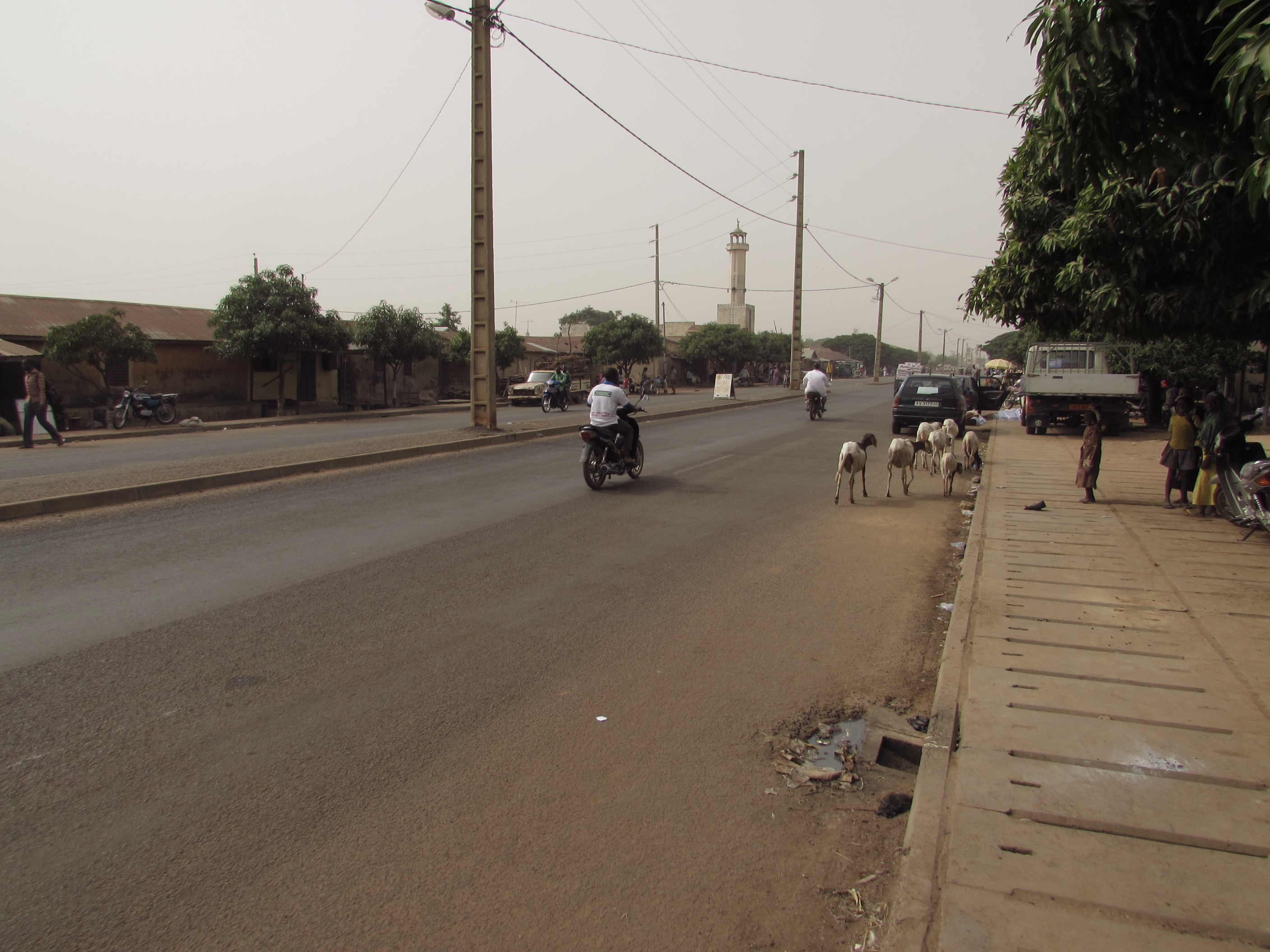

주구(프랑스어: Djougou)는 베냉의 도시로, 동가 주의 주도이며 면적은 3,966km2, 인구는 181,895명(2002년 기준)이다. 베냉 북서부 지방에서 가장 큰 도시이며 시장이 많이 들어서 있다.